# アビー・リンカーン

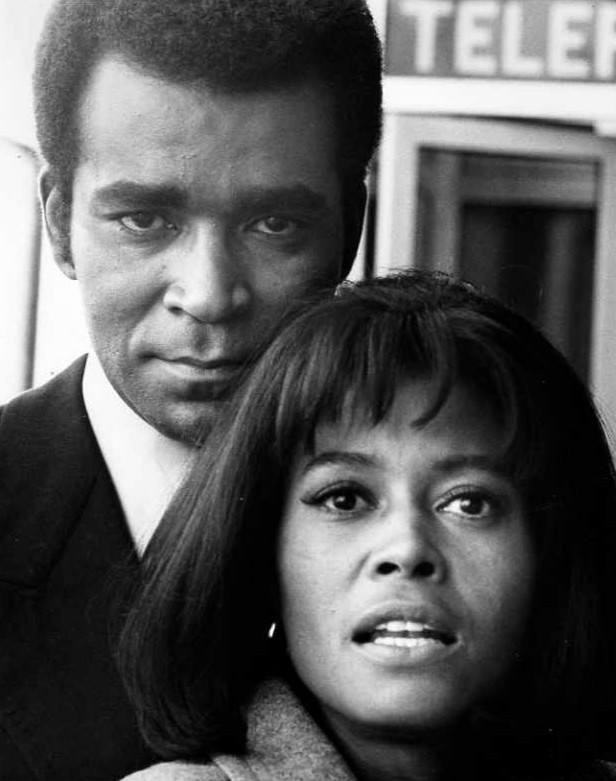
『スパイ大作戦』に出演するグレッグ・モリスとリンカーン（1971年）

アビー・リンカーン（Abbey Lincoln、1930年8月6日 - 2010年8月14日）は、アメリカ合衆国イリノイ州シカゴ出身のジャズ・ボーカリスト、女優。本名はアンナ・マリー・ウールドリッジ。ビリー・ホリデイを敬愛し、しばしばビリーの後継者と評価されてきた。

## 来歴
1951年、カリフォルニア州に移って歌手活動を開始。一旦ハワイ州に渡った後、カリフォルニア州に戻る。キャビー・リーという芸名を使っていたこともあるが、1956年、後にマネージャーとなる作詞家ボブ・ラッセルの案で、エイブラハム・リンカーンにあやかってアビー・リンカーンと名乗り、リバティ・レコードからデビューする。同年、映画『女はそれを我慢できない』に出演。
1957年リバーサイド・レコードに移籍。アルバム『ザッツ・ヒム!』は、ソニー・ロリンズやポール・チェンバースなどの敏腕プレイヤーに支えられて作られたが、とりわけ、ドラマーのマックス・ローチと出会ったことは大きい。アビーは、人種差別に対して徹底的に立ち向かうマックスの姿勢に共感した。
1959年には、代表作の一つ『アビー・イズ・ブルー』発表。収録曲の「アフロ・ブルー」はアフリカ民謡の改作で、アビーの歌が話題となり、後にジョン・コルトレーンやダイアン・リーヴスなどが取り上げるスタンダード・ナンバーとなった。
1960年、マックス・ローチのアルバム『ウィ・インシスト』に参加。この時のメンバーの多くは、1961年2月にアビーのアルバム『ストレート・アヘッド』の録音にも参加した。そして、1962年にマックスと結婚。それからはマックスを支えつつ、女優としても活動するが、1970年に離婚。
1970年代〜1980年代は活動が停滞するが、1990年代には再び積極的にアルバムを発表するようになった。また、1990年には映画『モ'・ベター・ブルース』（監督:スパイク・リー）に脇役として出演。
1991年、スタン・ゲッツとの共演盤『ユー・ガッタ・ペイ・ザ・バンド』発表。しかし、アルバムが話題となった頃には既に、スタンは他界していた。『タートルズ・ドリーム』（1994年）ではパット・メセニーが参加した。
2010年8月14日、ニューヨーク・マンハッタンで死去。80歳没。

## ディスコグラフィ

### アルバム
- 『アフェア』 - Abbey Lincoln's Affair: A Story of a Girl in Love (1956年)
- 『ザッツ・ヒム!』 - That's Him! (1957年)
- 『イッツ・マジック』 - It's Magic (1958年)
- 『アビー・イズ・ブルー』 - Abbey Is Blue (1959年)
- 『ストレート・アヘッド』 - Straight Ahead (1961年)
- 『ピープル・イン・ミー』 - People in Me (1973年)
- 『ゴールデン・レディ』 - Painted Lady (1980年) ※アーチー・シェップとの連名
- 『トーキング・トゥ・ザ・サン』 - Talking to the Sun (1983年)
- 『アビー・シングス・ビリー・ホリデイ VOL.1』 - Abbey Sings Billie, Vol. 1 (1987年)
- 『アビー・シングス・ビリー・ホリデイ VOL.2』 - Abbey Sings Billie, Vol. 2 (1987年)
- 『ザ・ワールド・イズ・フォーリング・ダウン』 - The World Is Falling Down (1990年)
- 『ユー・ガッタ・ペイ・ザ・バンド』 - You Gotta Pay the Band (1991年) ※スタン・ゲッツとの連名
- 『デヴィルズ・ガット・ユア・タング』 - Devil's Got Your Tongue (1992年)
- 『ホェン・ゼア・イズ・ラヴ』 - When There is Love (1992年) ※ハンク・ジョーンズとの連名
- 『タートルズ・ドリーム』 - A Turtle's Dream (1994年)
- 『フー・ユースト・トゥ・ダンス』 - Who Used to Dance (1996年)
- 『ホウォーリー・アース』 - Wholly Earth (1999年)
- 『オーヴァー・ザ・イヤーズ』 - Over the Years (2000年)
- 『イッツ・ミー』 - It's Me (2003年)
- Abbey Sings Abbey (2007年)

### マックス・ローチとの作品
- 『ムーン・フェイスド・スターリー・アイド』 - Moon Faced and Starry Eyed (1959年)
- 『ウイ・インシスト!』 - We Insist! (1960年)
- 『イッツ・タイム』 - It's Time (1961年)

## フィルモグラフィ

### 映画
- 『女はそれを我慢できない』 - The Girl Can't Help It (1956年)
- Nothing But a Man (1964年)
- 『愛は心に深く』 - For Love Of Ivy (1968年)
- 『モ'・ベター・ブルース』 - Mo' Better Blues (1990年)
- 『サマー・オブ・ソウル（あるいは、革命がテレビ放映されなかった時）』 - Summer of Soul (2021年)

### テレビ
- 『ネーム・オブ・ザ・ゲーム』 - The Name of the Game (1968年) ※1エピソード
- 『スパイ大作戦』 - Mission: Impossible (1971年) ※1エピソード
- On Being Black (1971年) ※1エピソード
- 『爆発・暴走! 恐怖の地下鉄大脱出』 - Short Walk to Daylight (1972年)
- 『ドクター・ウェルビー』 - Marcus Welby, M.D. (1974年) ※1エピソード
- 『オール・イン・ザ・ファミリー』 - All in the Family (1978年) ※1エピソード